# Waterville (Washington)
Waterville es un pueblo situado en el condado de Douglas, en el estado de Washington, Estados Unidos. Tiene una población estimada, a mediados de 2023, de 1128 habitantes.
Es la sede del condado.

## Geografía
La localidad está ubicada en las coordenadas 47°38′53″N 120°04′14″O / 47.64806, -120.07056 (47.648019, -120.070682).

## Demografía
Según la estimación 2018-2022 de la Oficina del Censo, los ingresos medios de los hogares de la localidad son de $71,964 y los ingresos medios de las familias son de $77,045. Alrededor del 5.3% de la población está por debajo de la línea de pobreza.